# Javier Santaolalla
Javier Santaolalla Camino (Burgos, 31 de agosto de 1982) es un físico, ingeniero, doctor en física de partículas y divulgador científico español. Ha trabajado en el Centro Nacional de Estudios Espaciales en Francia, el CIEMAT y la Organización Europea para la Investigación Nuclear, donde formó parte del equipo que descubrió el bosón de Higgs a través del Experimento CMS del gran colisionador de hadrones.

## Biografía
Nacido en Burgos, pasó su infancia en Briviesca. Cuando cumplió nueve años su familia se mudó a Gran Canaria, donde más adelante estudió Ingeniería de Telecomunicación en la Universidad de Las Palmas de Gran Canaria. También es titulado en ciencias físicas por la Universidad Complutense de Madrid. Tras ser aceptado en el CERN para cursar un máster, se doctoró en física de partículas, también por la UCM, en 2012, con una tesis sobre los procesos electrodébiles en el decaimiento muónico en el experimento CMS del LHC. También ha coordinado en España el proyecto de innovación educativa Creations, financiado por la Unión Europea.
Es miembro junto con Santi García Cremades, Ana Payo Payo y Eduardo Sáenz de Cabezón del grupo Big Van Ciencia desde 2013, dedicados a los eventos de divulgación científica. Participa en Órbita Laika, un late night show de divulgación científica y humor emitido en la cadena española La 2. Es el creador de los canales de YouTube Date un voltio, Date un vlog, Date un mí y Date Un Short. Por sus monólogos de humor científico para el concurso Famelab recibió el Premio Aquae 2015. Ha sido descrito por Infolibre como «el mayor divulgador científico español en la red». Desde febrero de 2021, presenta junto a La Gata de Schrödinger el programa Whaat!? Tú cómo lo ves, de la plataforma digital de RTVE, Playz.

## Libros de divulgación

### En solitario
- Santaolalla, Javier (2016). El bosón de Higgs no te va a hacer la cama. La Esfera de los Libros. p. 369. ISBN 978-84-9060-772-5. Consultado el 16 de julio de 2020.

- Santaolalla, Javier (2017). Inteligencia Física. Plataforma. p. 159. ISBN 978-84-17002-47-3. Consultado el 16 de julio de 2020.

- Santaolalla, Javier (2019). Life Hacks Extremos. Planeta. p. 126. ISBN 978-84-08-20162-5. Consultado el 30 de septiembre de 2023.

- Santaolalla, Javier (2022) ¿Qué hace un bosón como tú en un Big Bang como este?[14] p.404 ISBN 9788413843902

### Como coautor
- Big, Van (2016). Cómo explicar física cuántica a un gato zombi. Alfaguara. p. 198. ISBN 978-84-204-8462-4. Consultado el 16 de julio de 2020.
- Big, Van (2016). Si venimos del mono, ¿por qué somos tan cerdos?. La Esfera de los libros. p. 198. ISBN 978-84-9060-710-7. Consultado el 16 de julio de 2020.